# Овсяники (Тёмкинский район)
Овсяники — деревня в Тёмкинском районе Смоленской области России. Входит в состав Медведевского сельского поселения. Население — 10 жителей (2007 год). 
Расположена в восточной части области в 1,5 км к северо-западу от Тёмкина, в 28 км северо-восточнее автодороги Р132 Вязьма — Калуга — Тула — Рязань. В 2,5 км северо-восточнее деревни расположена железнодорожная станция Тёмкино на линии Вязьма — Калуга. 

## История
В годы Великой Отечественной войны деревня была оккупирована гитлеровскими войсками в октябре 1941 года, освобождена в марте 1943 года.